# جون بورسيل
جون بورسيل (بالإنجليزية: John Purcell)‏ هو عازف جاز أمريكي، ولد في 8 مايو 1952 في نيويورك في الولايات المتحدة.

## وصلات خارجية
- جون بورسيل على موقع ميوزك برينز (الإنجليزية)
- جون بورسيل على موقع أول ميوزيك (الإنجليزية)
- جون بورسيل على موقع ديسكوغز (الإنجليزية)